# Aeronautical Fixed Telecommunication Network
AFTN (zkratka anglického názvu Aeronautical Fixed Telecommunication Network, česky Letecká pevná telekomunikační síť) je mezinárodní telekomunikační síť sloužící pro výměnu zpráv a informací týkajících se leteckého provozu. V Česku funguje komunikační středisko AFTN při organizaci Řízení letového provozu ČR.
Síť AFTN byla původně navržena pro dálnopis, dnes je součástí heterogenní telekomunikační sítě, se kterou koncoví účastníci komunikují také pomocí faxu či e-mailu a která je připojena do dalších datových sítí (např. CIDIN) sloužících k efektivnímu řízení letového provozu.